# Ajuntament de l'Estany
Ajuntament de l'Estany és una obra de l'Estany (Moianès) inclosa a l'Inventari del Patrimoni Arquitectònic de Catalunya.

## Descripció
La casa de l'ajuntament actual de l'Estany es troba fent costat al monestir. Està ubicat en el num. 1 del carrer de Vilardell. És una obra de grans carreus de pedra amb contraforts a la banda de migdia; amb planta baixa i dos pisos i coberta de teules a dues aigües. La façana de llevant presenta un rellotge de sol modern, amb una làpida al costat que posa: Santa Maria de l'Estany.

## Història
L'actual casa consistorial formava part d'una antiga dependència del monestir, podia tractar-se de les habitacions privades de l'abat que regís el monestir en aquell moment. L'edifici fou restaurat l'any 1955 i l'estat de conservació del conjunt és força satisfactori.